# Лох-Лейн
Лох-Лейн (ирл. Loch Léinn, англ. Lough Lene) — ледниковое озеро в ирландском графстве Уэстмит, у деревень Каслполлард и Коллинстаун.
На Замковом острове озера в 1881 году был найден древний колокол, который теперь хранится в Национальном музее Ирландии; Дойл Эрян в 1931 году получил в дар реплику этого колокола от вдовы одного из членов парламента.
В 840-х годах здесь находился военный лагерь одного из наиболее известных предводителей викингов (хёвдингов), действовавших в Ирландии — Тургейса.